# Giacca

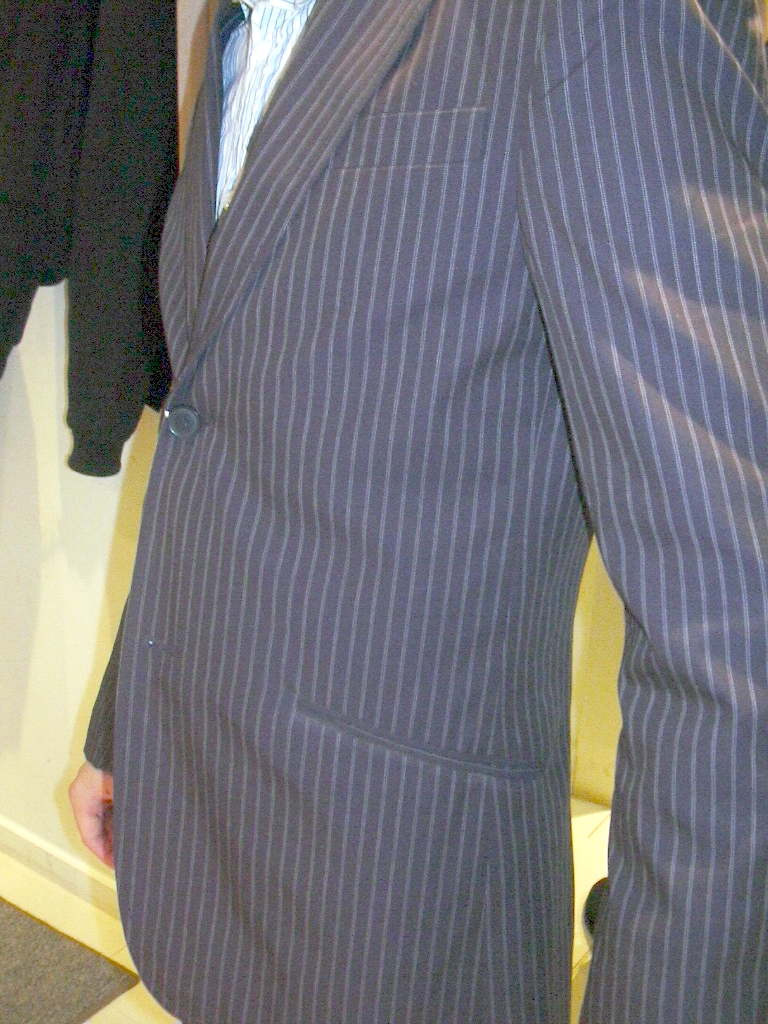
Una giacca

La giacca è un indumento tipicamente maschile, che si indossa solitamente sopra la camicia e sotto il cappotto, il giubbotto o l'impermeabile. Quando è presente anche il panciotto, la giacca si indossa sopra di esso. Secondo i canoni dell'eleganza classica, la giacca deve fare coppia con la cravatta, a meno che la mise non sia sportiva. A volte, in contesti non altamente formali, la giacca è indossata anche sopra la maglieria varia.

## Storia e descrizione

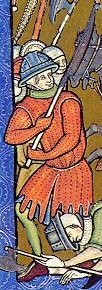
Jaque de mailles o "cotta di maglia", miniatura del XIII secolo (Bibbia Maciejowski)

Il termine giacca deriva dall'antico francese jaque, che indicava un farsetto con le maniche. La jacque serviva da vestito e da protezione. La jaque de mailles era una "cotta di maglia" che veniva usata da militari e arcieri . 

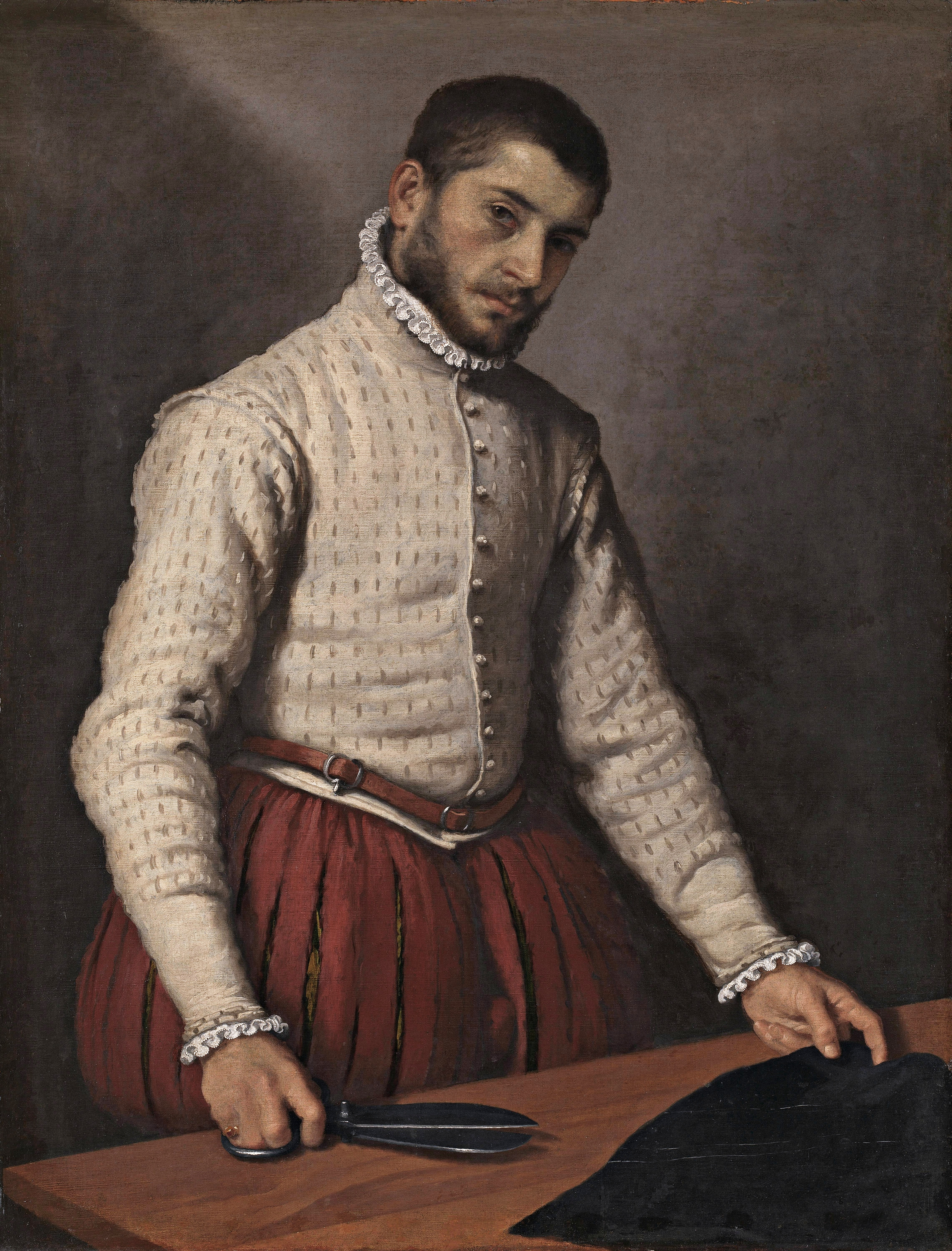
Ritratto di sarto che indossa un farsetto, di Giovanni Battista Moroni, XVI sec.

Secondo alcuni invece deriva da  Jacques, soprannome dato ai contadini che durante le rivolte popolari del XIV secolo in Francia indossavano un vestito corto e dal taglio semplice. 
Da allora si usa il termine giacca per indicare un qualsiasi indumento apribile che si indossa sopra un indumento.

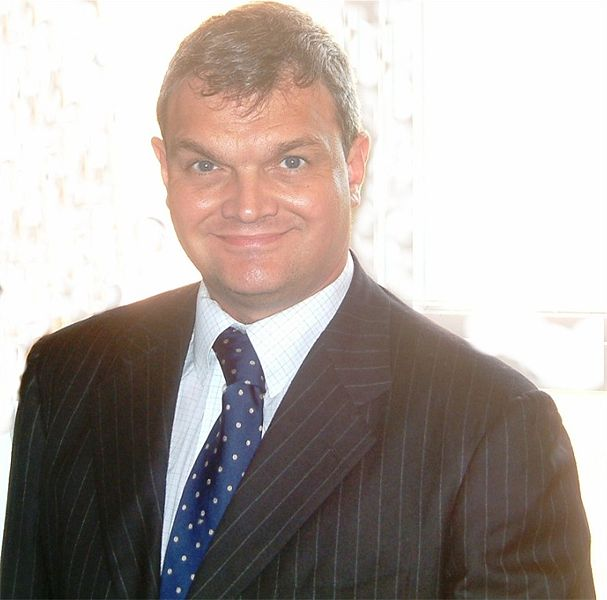
Un uomo che indossa una giacca

È un indumento prevalentemente maschile (ma non solo) e oggi attiene all'abbigliamento formale per lo più utilizzato in occasioni di lavoro o di eventi mondani quali cerimonie, riunioni e simili.
La confezione o produzione di una giacca è complessa e molta rilevanza ha il taglio del tessuto per far assumere all'indumento un aspetto in linea con la moda del momento.
In genere la giacca, specialmente per i capi invernali o di stagioni intermedie, ha una struttura composta da un tessuto esterno, spesso realizzato con lane pregiate, da tele di irrigidimento interne (interfodera) che servono a dare forma all'indumento, da imbottiture per le spalle, da una fodera interna di seta o di tessuto sintetico.
La giacca è spesso accompagnata da un paio di pantaloni che, quando sono della stessa stoffa, formano un abito completo da uomo. Possono essere composti anche abiti coordinati o spezzati realizzati con l'abbinamento di pantaloni e giacca in tessuti diversi.
Nella versione femminile, la giacca può essere abbinata ad una gonna di uguale stoffa componendo così un tailleur o anche (sempre più, per motivi di estetica, ma anche di praticità) ad un paio di pantaloni. 
Non mancano anche giacche realizzate in tessuti leggeri per i periodi estivi, spesso completamente sfoderate o di realizzazione destrutturata.
Sempre come abbigliamento estivo, sono confezionate giacche di foggia militare che, nella versione lunga e di color kaki, sono chiamate sahariane. 

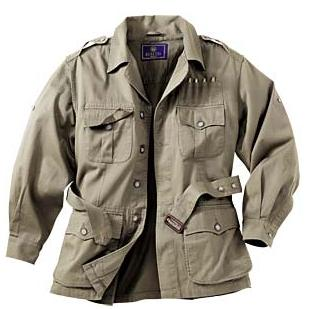
Giacca tipo sahariana

La giacca, come indumento diffuso, ha origine alla fine del '600 come sopravveste.
La foggia, i tessuti ed i colori delle giacche sono mutati seguendo le mode dei tempi.
A partire circa dal 2019, in contesti sperimentali, di sfilata di moda, volutamente provocatori e/o estivi, si è diffuso l'uso della giacca senza camicia né maglia, indossandola sulla canottiera, sul reggiseno o direttamente a petto nudo, tanto per la moda maschile quanto per la femminile. Questa tendenza, tuttavia, è disconosciuta dai canoni dell'eleganza classica.

## Tipi di bavero

Risvolto classico
Revers a lancia
Collo sciallato

## Giacca sportiva
Caratterizzata dal colletto, situato in alto privo di revers che permette alla giacca di avere cinque bottoni; assieme a pantaloni di tessuto simile forma un abito elegante sportivo.

## Giacca Husky
La giacca Husky è un tipo di giacca tipicamente usata per l'attività all'aperto, in nylon con imbottitura a rombi, con 5 bottoni a pressione, due tasche e colletto in velluto. Il marchio Husky nasce nel 1960 dal colonnello Steve Gulyas e da sua moglie Edna, a Tostock. Alla fine degli anni novanta produzione e commercializzazione vennero ceduti per 16 anni all'italiana Itierre.